# Skånsk sprötmossa
Skånsk sprötmossa (Eurhynchium schleicheri) är en bladmossart som beskrevs av Carl August Julius Milde 1869. I den svenska databasen Dyntaxa används istället namnet Oxyrrhynchium schleicheri. Enligt Catalogue of Life ingår Skånsk sprötmossa i släktet sprötmossor och familjen Brachytheciaceae, men enligt Dyntaxa är tillhörigheten istället släktet Oxyrrhynchium och familjen Brachytheciaceae. Enligt den svenska rödlistan är arten sårbar i Sverige. Arten förekommer i Götaland. Artens livsmiljö är skogslandskap. Inga underarter finns listade i Catalogue of Life.